# Nestor Jerguiani
Nestor Jerguiani (en georgiano: ნესტორ ხერგიანი, Mestia, 20 de julio de 1975) es un deportista georgiano que compitió en judo.
Participó en los Juegos Olímpicos de Atenas 2004, obteniendo una medalla de plata en la categoría de –60 kg. Ganó dos medallas en el Campeonato Mundial de Judo, plata en 2007 y bronce en 1999, y nueve medallas en el Campeonato Europeo de Judo entre los años 1998 y 2009.

## Palmarés internacional
| Juegos Olímpicos   | Juegos Olímpicos         | Juegos Olímpicos  | Juegos Olímpicos |
| Año                | Lugar                    | Medalla           | Categoría        |
| ------------------ | ------------------------ | ----------------- | ---------------- |
| 2004               | Atenas (Grecia)          | Medalla de plata  | –60 kg           |
| Campeonato Mundial |                          |                   |                  |
| Año                | Lugar                    | Medalla           | Categoría        |
| 1999               | Birmingham (Reino Unido) | Medalla de bronce | –60 kg           |
| 2007               | Río de Janeiro (Brasil)  | Medalla de plata  | –60 kg           |
| Campeonato Europeo |                          |                   |                  |
| Año                | Lugar                    | Medalla           | Categoría        |
| 1998               | Oviedo (España)          | Medalla de oro    | –60 kg           |
| 1999               | Bratislava (Eslovaquia)  | Medalla de bronce | –60 kg           |
| 2000               | Breslavia (Polonia)      | Medalla de bronce | –60 kg           |
| 2001               | París (Francia)          | Medalla de bronce | –60 kg           |
| 2002               | Maribor (Eslovenia)      | Medalla de bronce | –60 kg           |
| 2003               | Düsseldorf (Alemania)    | Medalla de oro    | –60 kg           |
| 2007               | Belgrado (Serbia)        | Medalla de bronce | –60 kg           |
| 2008               | Lisboa (Portugal)        | Medalla de bronce | –60 kg           |
| 2009               | Tiflis (Georgia)         | Medalla de bronce | –60 kg           |